# Filipp Jäger
Filipp Jäger (* 4. März 1815 in Siebending bei St. Andrä im Lavanttal; † 13. September 1879 ebenda) war ein österreichischer Landwirt und Politiker.

## Leben
Jäger war der Sohn des Landwirts Filipp Jäger (* 1770; † 2. Januar 1848) und dessen Ehefrau Gertraud geb. Bergthaler (* 1774; † 26. März 1850).
Er war Landwirt und Besitzer der Neubauer-Hube in Siebending (Stadtgemeinde St. Andrä).
Er war römisch-katholisch und heiratete am 13. Februar 1849 Anna Wiery (* 23. Oktober 1826; † 15. Oktober 1896). Aus der Ehe gingen fünf Söhne und vier Töchter hervor.

## Politik
Vom 20. August 1870 bis zum 13. September 1877 war er Abgeordneter im Kärntner Landtag für den Wahlkreis LGM 3 Wolfsberg. Im Landtag war er ab 1871 Mitglied des volkswirtschaftlichen und des Verifikationsausschusses. Er gehörte dem Klub Deutschklerikal an.